# Atalaya del Infante Don Enrique

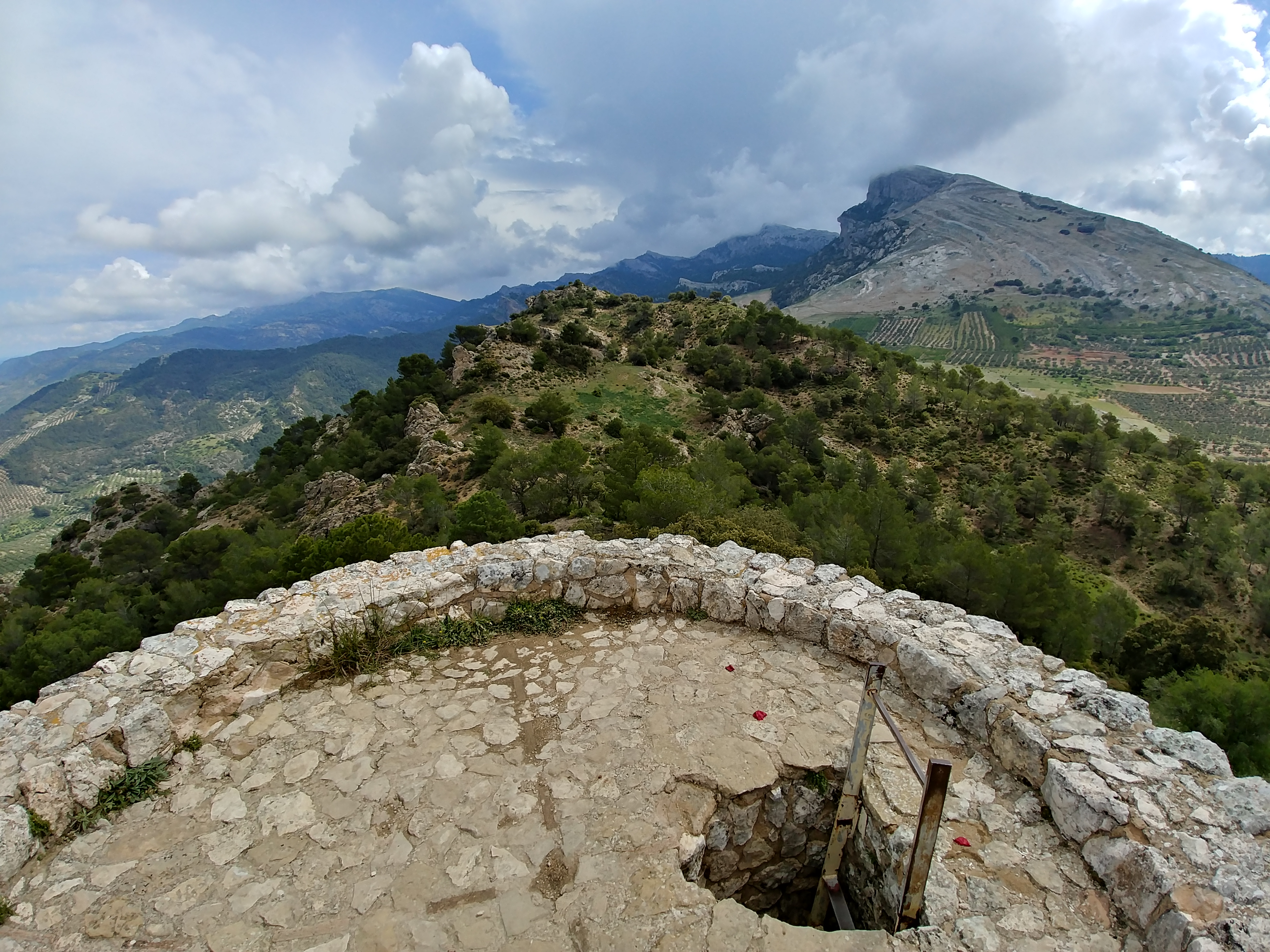
Vistas desde la Atalaya del Infante Don Enrique. Destaca a la derecha la Loma del Rayal

La Atalaya del Infante Don Enrique, también conocida como la Atalaya del Puerto de Tíscar, o bien, la Torre Castellón de Fique, construida en el siglo XIV por el Infante Don Enrique, se ubica en el municipio de Quesada, en el punto más elevado y estratégico del Puerto de Tíscar (antiguamente conocido como Puerto Ausín), situado a 1.189 metros sobre el nivel del  mar. Antiguamente era conocida como Torre de las Ahumadas, debido a que era habitual prender fuego de noche y «ahumadas» de día, para avisar de la presencia del enemigo a grandes distancias.

## Descripción
Desde lo alto de esta torre vigía controla tanto el castillo de Tíscar como el de Quesada, se puede divisar la llanura de Pozo Alcón, Sierra Nevada, y los valles de los ríos Extremera, Béjar y Majuela hasta los municipios de Úbeda, Baeza, Torreperogil, Santo Tomé, Villacarrillo e Iznatoraf.
Se trata de una torre cilíndrica de mampostería regular y sillarejo, cuerpo inferior macizo, puerta de acceso por el lado del barranco de Tiscar situada a 3,5 metros de altura, aposento en el cuerpo superior cubierto con bóveda de media naranja y tramo último desmochado.
Tiene un perímetro de 16,10 metros por la base y 10,40 metros de altura. El grosor del muro es de 1,30 metros.
Aún se conservan sobre la puerta del arco de acceso dos escudos, destacando el inferior con dos torres y dos cruces calatravas que podría ser el escudo del Infante D. Enrique.
El escudo superior, prácticamente borrado, parece ser que pueda tratarse del escudo real de Fernando IV o el de la mitra de Toledo. 
Se pueden observar todavía restos del antiguo camino de acceso a la atalaya en mal estado de conservación.

## Historia
Juan de Mata Carriazo narra en su obra «En la frontera de Granada» que 

"El Infante D. Enrique, llamado el Senador, es una de las figuras más interesantes de nuestro siglo XIII, que alcanzó cuatro reinados y corrió maravillosas aventuras, así dentro de la península como en Túnez y en Italia. Nacido entre 1225 y 1230 (y muerto en Roa, el 11 de agosto de 1303), era el mediano de los hijos de D. Fernando (Fernando III el Santo) y Dª. Beatriz, menor que D. Alfonso (X el sabio), D. Fadrique y Dª. Berenguela, monja de las Huelgas de Burgos, y mayor que D. Felipe, D. Manuel y D. Sancho; a cuya prole vinieron a sumarse los hijos del segundo matrimonio del Rey Santo con Dª. Juana Ponthieu, a saber: D. Fernando, Dª. Leonor y D. Luis. Descendencia harto más numerosa de lo que convenía para la tranquilidad del reino".

Junto con el Castillo de Tíscar, constituye otro de los vestigios que prueba la importancia que tuvo Quesada en la Edad Media y cuya función era la de vigilar el movimiento de tropas en el camino del reino nazarí de Granada. Su estratégica posición, debió convertirlo en un elemento constante de disputa entre musulmanes y cristianos.
Se calcula que fue construida entre 1299, fecha en que D. Enrique fue reconocido adelantado mayor de Andalucía y 1302, fecha de la conquista de Quesada por el Rey de Granada Abu-Abdala (Muhammad III).
En los alrededores abundan las cerámicas claras y las vidriadas, por lo que posiblemente debió existir, en este lugar, un pequeño asentamiento de la misma fase.